# Connor Beauchamp
Pour les articles homonymes, voir Beauchamp.
Connor Beauchamp né le 20 juin 1997, est un joueur de hockey sur gazon sud-africain évoluant au Central HC et avec l'équipe nationale sud-africaine.

## Carrière
Connor a fait ses débuts en équipe nationale le 8 février 2022 contre les Pays-Bas à Potchefstroom lors de la Ligue professionnelle 2021-2022 et a concouru aux Jeux du Commonwealth de 2022 à Birmingham, en Angleterre,.